# Comté de Dickinson (Michigan)
Pour les articles homonymes, voir Comté de Dickinson.
Le comté de Dickinson (Dickinson County en anglais) est situé au sud-ouest de la péninsule supérieure de l'État du Michigan, sur la frontière avec l'État de Wisconsin. Son siège est à la ville d'Iron Mountain. Selon le recensement de 2000, a population est de 27 472 habitants. 